# Patrulha militar

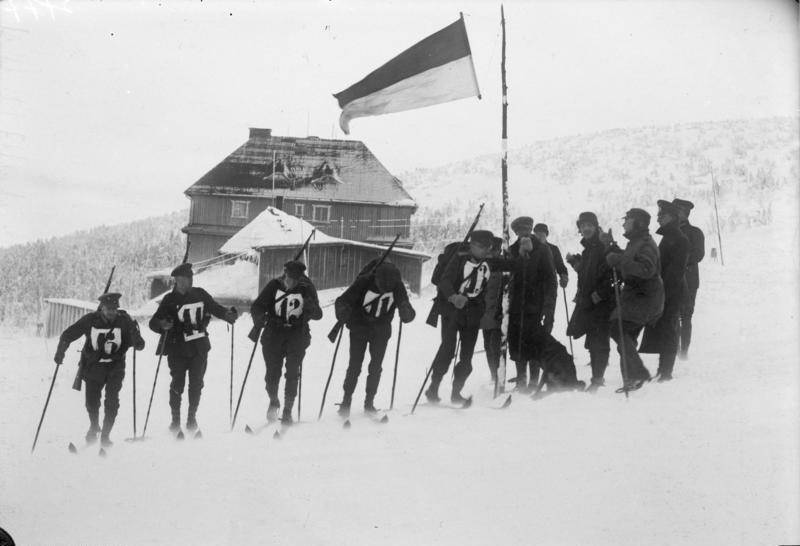
Largada de uma equipa de patrulha militar alemã da Reichswehr nas Montanhas dos Gigantes em 1932.

A Patrulha militar foi um desporto olímpico de inverno por equipas composto pelo esqui cross-country, esqui-alpinismo e tiro desportivo e era geralmente disputado entre países ou unidades militares. É considerado o antecessor do biatlo. Esteve no programa oficial dos Jogos Olímpicos de Inverno de 1924 e foi considerado um desporto de demonstração nos Jogos Olímpicos de Inverno de 1928, 1936 e 1948. Outros campeonatos foram organizados pelo Conselho Internacional do Desporto Militar a partir de 1929.

## Ligações Externas
- Conselho Internacional do Desporto Militar: Regras oficiais da patrulha militar (em inglês)